# Ivan Thamma
Ivan Thamma (* 30. Januar 1999 in San Diego, Kalifornien) ist ein US-amerikanischer Tennisspieler.

## Karriere
Neff spielte nicht auf der ITF Junior Tour.
Von 2017 bis 2021 studierte an der University of California, Davis, wo er auch College Tennis spielte. 2021 bis 2022 wechselte er als Graduate Student an die Southern Methodist University, um den akademischen Masterabschluss  an der SMU Cox School of Business zu absolvieren.
2017 spielte Neff sein einziges Profiturnier auf der ITF Future Tour, bei dem er zum Auftakt verlor. 2022 erhielt er von den Turnierverantwortlichen der Dallas Open eine Wildcard für die Doppelkonkurrenz. Dort unterlag er an der Seite von Adam Neff knapp im Match-Tie-Break gegen Sam Querrey und Jackson Withrow. In der Tennisweltrangliste konnte er sich nicht platzieren.